# 齐齐巴宾反应
齐齐巴宾反应（英語：Chichibabin reaction）是指吡啶用氨基钠处理时，发生氨基化作用生成2-氨基吡啶的化学反应。此反应由前苏联化学家齐齐巴宾（俄语：Алексей Евгеньевич Чичибабин）于1914年发现。
氨基一般进入吡啶环氮原子的邻位（2-位），如果两个邻位已被占据，则进入氮原子的对位（4-位），但产率很低。这个方法是制取2-氨基吡啶和2,6-二氨基吡啶的常用方法。
除了吡啶以外，喹啉及其衍生物都能发生此反应。
取代碱金属氮化物能取代氨基钠应用于这个反应。 游离胺类亦能发生此反应，但需要有碱性物质如氢氧化钾存在。

## 反应机理
一般认为反应为加成-消除机理，首先是吡啶与氨基钠发生亲核加成，生成负离子 σ 络合物，该络合物转移一个负氢给一个质子给予体，放出氢气并形成少量的2-氨基吡啶。生成的小量2-氨基吡啶又可作为质子给予体，接受络合物的负氢，放出氢气，最后的产物为2-氨基吡啶的钠盐，用水分解便得到2-氨基吡啶。
核磁共振谱证明了中间体负离子 σ 络合物的存在。